# Андрій Фірлей (сенатор)
Андрій Фірлей з Дубровиці гербу Леварт (пол. Andrzej Firlej; бл. 1586 — кінець 1649 або початок 1650) — польський шляхтич, урядник, військовий і державний діяч Речі Посполитої.

## Життєпис
Син майбутнього радомського каштеляна, ковельського старости Анджея Фірлея та його дружини Варвари (Барбари) з Козинських. Внук великого коронного маршалка, краківського воєводи Яна Фірлея.
Завдяки батьку отримав старанну підготовку в закордонних протестантських університетах. У 1601-1614 роках разом із братом Яном навчався в Гайдельбергу, де 1604 року видав латиною свою промову лат. De peregrinatione oratio. З Гайдельбергу переїхали до Базеля, де видав друком дві праці. З Базеля мали наукову подорож до Женеви. У червні 1606 року переїхали до Орлеану, у 1608 році були в Німеччині, в Щеціні.
Після повернення додолму не брав активної участи в політичному, громадському житті, ймовірно, господарював у маєтках, мав справи релігійні. Опікував закладену батьком кальвінську школу в Косткові (діяла завдяки йому до середини XVII століття). 1627 року мав релігійний конфлікт у Любліні. Була суперечка між солдатами белзького воєводи Рафала Лещинського та студентами-єзуїтами. Натовп рушив на дім А. Фірлея, де сховалися «міністри»-кальвіністи. Слуги А. Фірлея боронились, стріляючи в нападників із пістолів. А. Фірлей отримав позов до трибуналу, покараний 1000 гривнями штрафу через те, що з його будинку стріляли в депутатів трибуналу, які намагалися заспокоїти натовп.
1611 року став королівським ротмістром. 1640  року — белзьким каштеляном, але не був активним при цьому. Можна стверджувати, що тільки в березні 1645 року брав участь у засіданні сенату. Тішився великою повагою (через характер, освіту, виховання).
1617 року після смерти тітки своєї дружини — Ганни Гостської з Козинських, успадкував її маєтності, у тому числі Почаїв. Згідно легенд, відзначався своїм жорстким ставленням до міщан, селян і ченців (зокрема, дав наказ своїм гайдукам не давати монахам можливості підвозити воду, розбиваючи бочки). 1623 року дав наказ слугам вчинити збройний напад на монастир (монахів побили, ікону забрали), переніс до Козина образ Божої Матері Почаївської. 1647 року за рішенням церковного трибуналу змушений був повернути Почаївському монастирю (в особі ігумена Йова Заліза) ікону Божої Матері Почаївської, звідки її забрав.
1642 року пріор монастиря домініканів у Ляхівцях кс. Раймунд Мондрович оскаржив групу протестантів на чолі з А. Фірлеєм через «насильницьке» відірвання Петра Сенюти від католицтва, недопущення до нього ксьондза, відправу аріянами служб у колишніх маєтностях Павла Христофора Сенюти.
На елекційному сеймі обраний другим регіментарем. 18 лютого 1649 р. король Ян ІІ Казимир призначив його головнокомандувачем військами, що діяли в Поділлі та Волині.

Для отримання інформації від полонених козаків давав накази застосовувати тортури; доповідав королю: «…А від полонених не можемо нічого допитатися ані лагідними засобами, ані тортурами». Командуючи частинами військ на Волині, перейшов Горинь, розбив ватаги повстанців між Горинню та Случем. Отримавши звістку про наступ головних сил Б. Хмельницького, не зміг здолати паніку у війську, разом з іншими реґіментарами вирушив до Старокостянтинова, потім — проти волі короля — до Човганського Каменя, до Збаража. Незважаючи на розташування в Збаражі значних військ, єдиного командування не було; А. Фірлей командував дивізією, яка захищала одну з найскладніших ділянок. Під час облоги Збаража відігравав меншу роль, ніж Ярема Вишневецький. Через кальвінізм не був популярним у війську, навпаки, через кальвінські відправи виникали сутички між вояками католиками та кальвіністами в Збаражі.
1649 року маючи посаду реґіментаря, командував частинами польського війська в битві під Заславом 1649 р.. Під час облоги Збаразького замку перебував у ньому, писав листи королю, в яких просив про допомогу, скаржився на брак харчів, амуніції. Повстанці під Збаражем задерикувато-глузливо зверталися до А. Фірлея: 
|  | …діду фірлію, продай нам олію. |

Після Зборівської угоди випровадив військо зі Збаража на зимову ліжку, восени 1649 року брав участь разом з Лянцкоронським в складі комісії щодо оплати військових боргів.
Мав посаду сандомирського воєводи (з 1649 року; отримав від короля за заслуги), реґіментаря.

### Сім'я
Перша дружина — Олена (Гелена) з Дорогостайських, донька дідича «Обухівського ключа» Павла Дорогостайського. Друга дружина — Н.(?) з Пшиємських. Про дорослих дітей відомостей немає.